# مسابقه آواز یوروویژن: داستان حماسه آتش
مسابقه آواز یوروویژن: داستان حماسه آتش یک فیلم کمدی موزیکال آمریکایی است که در سال ۲۰۲۰ به کارگردانی دیوید دوبکین پخش شد و توسط اندرو استیل و ویل فرل نوشته شده‌است. این فیلم زندگی خوانندگان ایسلندی ، لارس اریکسسونگ و سیگریت اریکسدوتیر (فرل و ریچل مک‌آدامز) را دنبال می‌کند، زیرا به آنها فرصتی داده می‌شود تا کشور خود را در مسابقه آواز یوروویژن نمایندگی کنند. پیرس برازنان، دن استیونز و دمی لواتو نیز در این فیلم به ایفای نقش پرداخته‌اند.

## چکیده داستان
از وقتیکه لارس اریکسونگ و سیگریت اریکسدوتیر، دو موسیقی دان ایسلندی اهل هوساویک برنده مسابقه گروه آواز آبا در یوروویژن را در سال ۱۹۷۴ با آهنگ واترلو دیدند، رویای پیروزی در یوروویژن را داشتند.
مجموعه ای از حوادث باعث می شود که آنها بعلت نبود رقیب برای مسابقه آواز یوروویژن ۲۰۲۰ که در ادینبورگ برگزار می شود، انتخاب شوند.